# José María Paredes
José María Paredes (Casa Grande, Trujillo, 1 de abril de 1996) es un futbolista peruano. Una fuerte lesión obligó al futbolista a una retirada prematura.

## Trayectoria
José María Paredes viajó a España a los 11 años de edad junto a su familia por un mejor futuro. A los 12 años fue fichado por el Club Esportiu Europa donde jugó por 3 temporadas en la división de menores.
Debido a sus grandes actuaciones decidieron llevárselo, con tan solo 15 años, al club Unió Esportiva Sant Andreu para que jugara por el equipo filial.
UE Sant Andreu

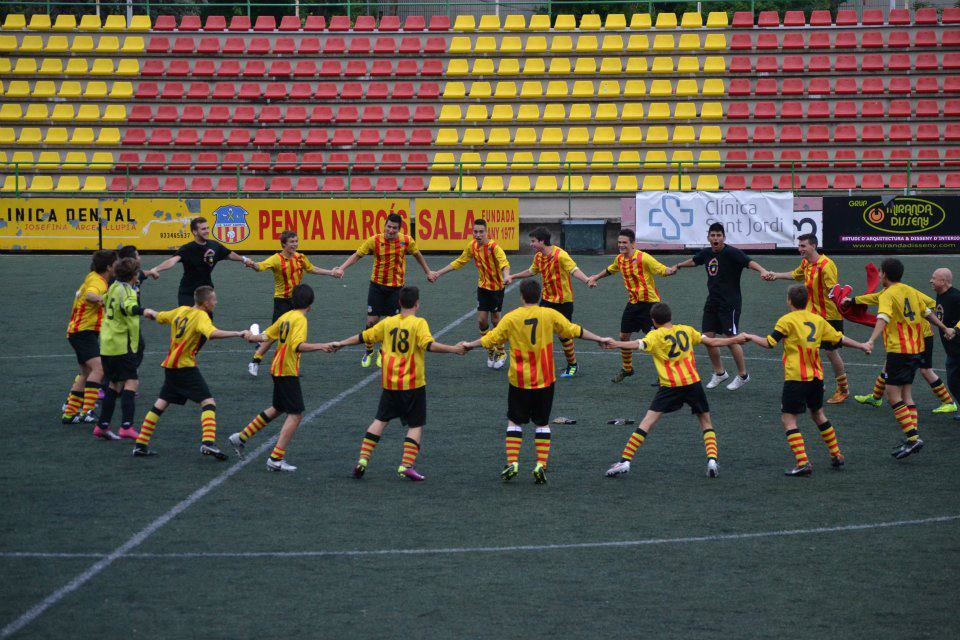
Celebrando el título de la Temporada 2011/12.

En la temporada 2011/12, estuvo presente en todos los encuentros, completando 32 partidos como titular indiscutible y anotando 11 goles, con el objetivo de ser ascendido al primer equipo de  Sant Andreu, salieron campeones en la Temporada 2011/12. Ese mismo año fue convocado a la selección peruana en Barcelona, en donde ingresó junto a otros 17 jugadores de 100. La temporada 2013/14 fue su última temporada en este club, no jugó muchos encuentros por constantes lesiones.
C.E. Europa
El 23 de enero de 2015, se hace oficial su fichaje al  C.E. Europa. El central peruano volvía al fútbol luego de 185 días de lesión.
"C.D Carmelo"
El 21 de noviembre de 2016, se hace oficial su fichaje al  C.D. Carmelo el central peruano debutó en 2.ª Division Catalana
"C.D. Oyón"
El 14 de noviembre de 2017, estuvo a punto de fichar por el  CD Oyón

## Selección nacional
El 26 de junio de 2014, José María Paredes fue convocado a la  Selección Peruana Sub-20 por el técnico Víctor Rivera. Lamentablemente no salió en la lista final para el Campeonato Sudamericano de Fútbol Sub-20

## Clubes
| Club                       | País   | Año           |
| -------------------------- | ------ | ------------- |
| UE Sant Andreu 'D'         | España | 2011-2014     |
| UE Sant Andreu Juvenil 'B' | España | 2014-2014     |
| Club Esportiu Europa       | España | 2015          |
| Club Deportivo Carmelo     | España | 2016-presente |